# Thorpe Park
Koordinaten: 51° 24′ 13″ N, 0° 30′ 52″ W
Der Thorpe Park (auch THORPE PARK Resort) ist ein saisonaler Freizeitpark in der Nähe der Ortschaft Chertsey, in der Grafschaft Surrey, Vereinigtes Königreich. Er wurde 1979 auf dem Gelände einer ehemaligen Kiesgrube errichtet, die geflutet wurde, um diesen Wasser-Themenpark zu erschaffen. Im Jahr 1987 wurde der Rapid River Thunder River (deutsch: Donnerfluss) eröffnet, der heute den Namen Rumba Rapids trägt. Inzwischen hat der Thorpe Park eine sich kontinuierlich erhöhende Anzahl von  Achterbahnen, darunter die Rekordhalter Colossus mit zehn Überschlägen und Stealth, die zu ihrer Eröffnung schnellste Achterbahn Europas. Auch sonst ist der Park von seinem Attraktionsangebot eher auf ein jüngeres Publikum ausgerichtet, das wildere Fahrgeschäfte bevorzugt. Die so genannten „Thrillrides“ überwiegen. Das Gesamtareal beläuft sich auf rund 200 Hektar.
Eigentümer des Freizeitparks ist die britische Merlin Entertainments Group, die auch in Deutschland mehrere Freizeitparks wie das Legoland in Günzburg oder den Heide-Park Soltau betreibt.

## Themenbereiche
Der Park unterteilt sich in verschiedene thematische Bereiche. Diese sind:
- Port Atlantis (im Wesentlichen das Kundeninformationszentrum)
- Lost City (enthält die meisten Fahrgeschäfte des Parks)
- Calypso Quay
- Canada Creek (thematisch steht ein kanadischer Bachlauf im Mittelpunkt)
- Amity Cove
- Ranger County
- Neptune's Kingdom
- Octopus's Garden (kleiner Wasserpark vor allem mit Fahrgeschäften für kleinere Kinder)
- Thorpe Farm
- SAW Island

## Attraktionen

### Achterbahnen
| Name                        | Hersteller                 | Typ                                 | Eröffnungsjahr | Hinweise                                                                                          | Referenzen           |
| --------------------------- | -------------------------- | ----------------------------------- | -------------- | ------------------------------------------------------------------------------------------------- | -------------------- |
| Colossus                    | Intamin                    | Stahlachterbahn mit Inversionen     | 2002           | Eine baugleiche Anlage existiert seit 2006 mit 10 Inversion Roller Coaster im Chimelong Paradise. | [ 3 ] [ 4 ] [ 5 ]    |
| Flying Fish                 | Mack Rides                 | Powered Coaster, Familienachterbahn | 1990           | Fuhr bis 1989 unter dem Namen Space Station Zero, wobei sie bis dahin als Dunkelachterbahn fuhr.  | [ 6 ] [ 7 ] [ 8 ]    |
| Hyperia                     | Mack Rides                 | Hyper Coaster                       | 2024           | Siehe Hauptartikel.                                                                               | [ 9 ] [ 10 ]         |
| Nemesis Inferno             | Bolliger & Mabillard       | Inverted Coaster                    | 2003           | Verfügt über eine Vulkan-Thematisierung.                                                          | [ 11 ] [ 12 ]        |
| Saw – The Ride              | Gerstlauer Amusement Rides | Stahlachterbahn mit Inversionen     | 2009           | Siehe Hauptartikel.                                                                               | [ 13 ] [ 14 ]        |
| Stealth                     | Intamin                    | Launched Coaster                    | 2006           | Siehe Hauptartikel.                                                                               | [ 15 ] [ 16 ] [ 17 ] |
| The Swarm                   | Bolliger & Mabillard       | Wing Coaster                        | 2012           | Siehe Hauptartikel.                                                                               | [ 18 ] [ 19 ]        |
| The Walking Dead – The Ride | Vekoma                     | Dunkelachterbahn                    | 1996           | Fuhr bis 2012 unter dem Namen X:\ No Way Out und von 2013 bis 2017 unter dem Namen X.             | [ 20 ] [ 21 ]        |

### Weitere Attraktionen
| Name                  | Typ                | Hersteller    | Eröffnet |
| --------------------- | ------------------ | ------------- | -------- |
| Angry Birds 4D        | 4D-Kino            | Simworx       | 2014     |
| Detonator: Bombs Away | Vertikalfahrt      | Fabbri Group  | 2001     |
| Quantum               | Fliegender Teppich | Fabbri Group  | 2003     |
| Rocky Express         | Peter Pan          | Mack Rides    | 1989     |
| Rush                  | Screamin' Swing    | S&S Worldwide | 2005     |
| Samurai               | Top Scan           | Mondial Rides | 2004     |
| Slammer               | Sky Swat           | S&S Worldwide | 2005     |
| Vortex                | Afterburner        | KMG           | 2001     |
| Zodiac                | Enterprise         | Huss Rides    | 2001     |

### Wasserattraktionen
| Name         | Typ                  | Hersteller      | Eröffnet |
| ------------ | -------------------- | --------------- | -------- |
| Depth Charge | Wasserrutschbahn     | NV Aquatic      | 1991     |
| Loggers Leap | Wildwasserbahn       | Mack Rides      | 1989     |
| Rumba Rapids | River Rafting Ride   | Intamin         | 1987     |
| Storm Surge  | Spinning Rapids Ride | WhiteWater West | 2011     |
| Tidal Wave   | Wildwasserbahn       | Hopkins Rides   | 2000     |

## Galerie

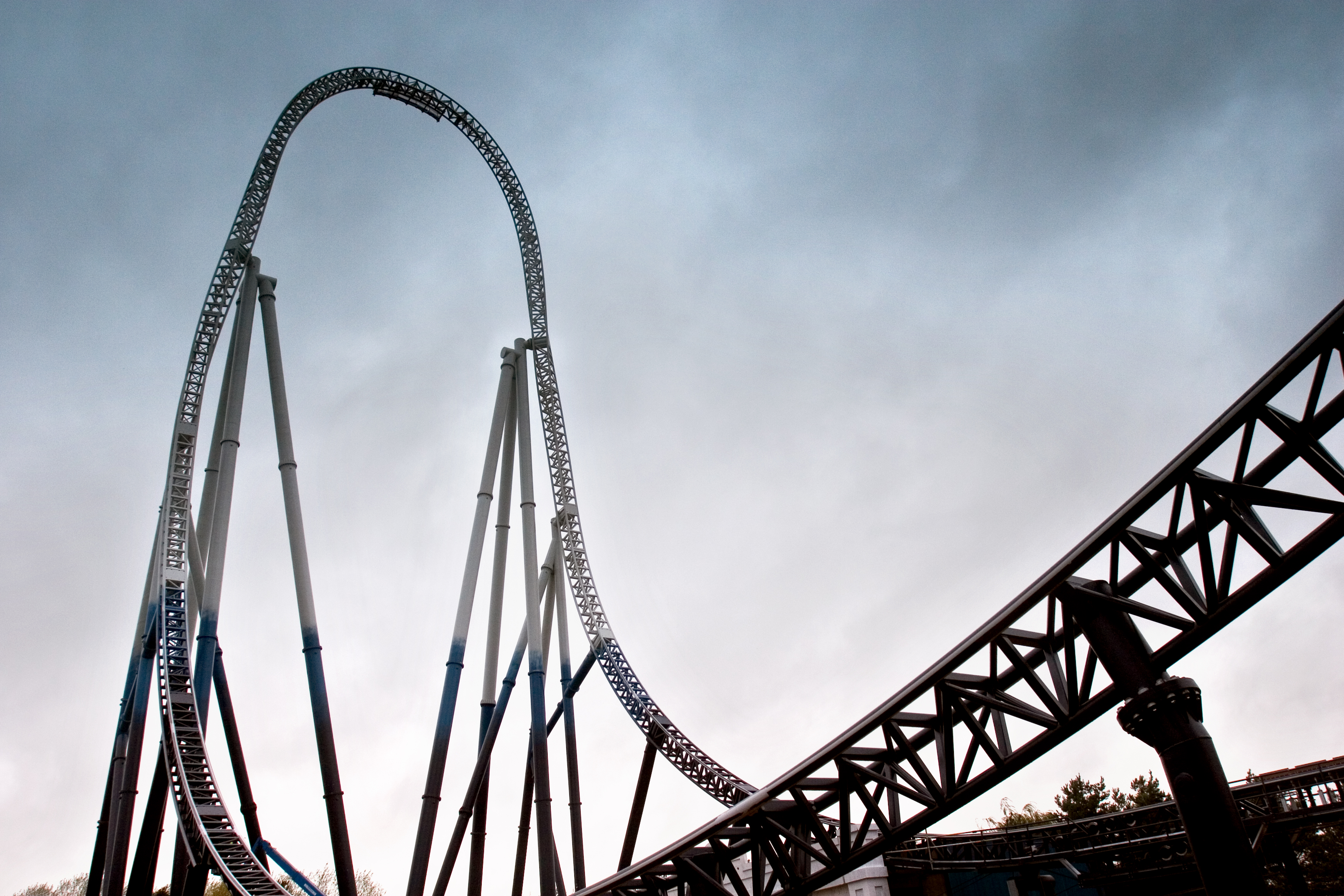
Stealth
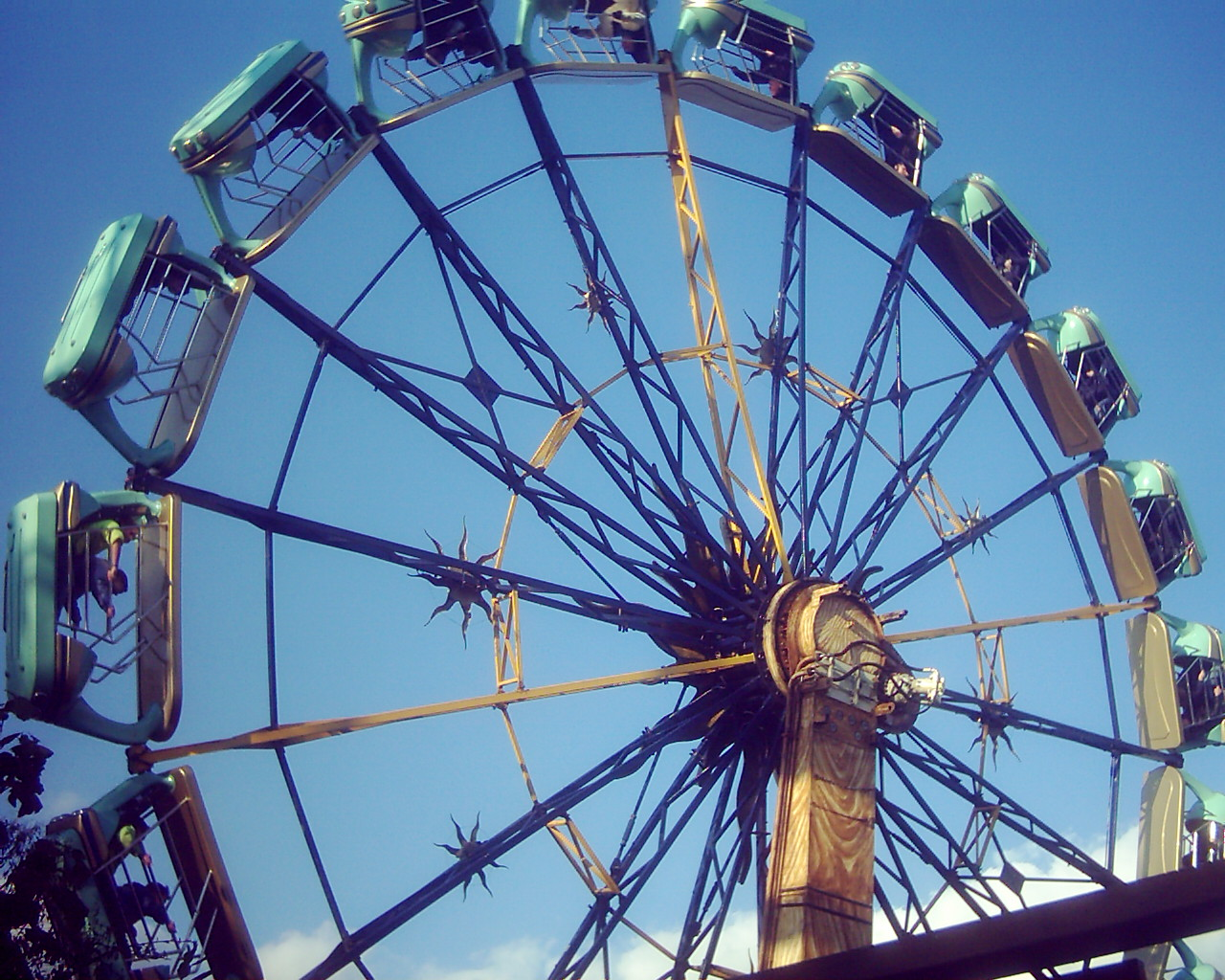
Zodiac
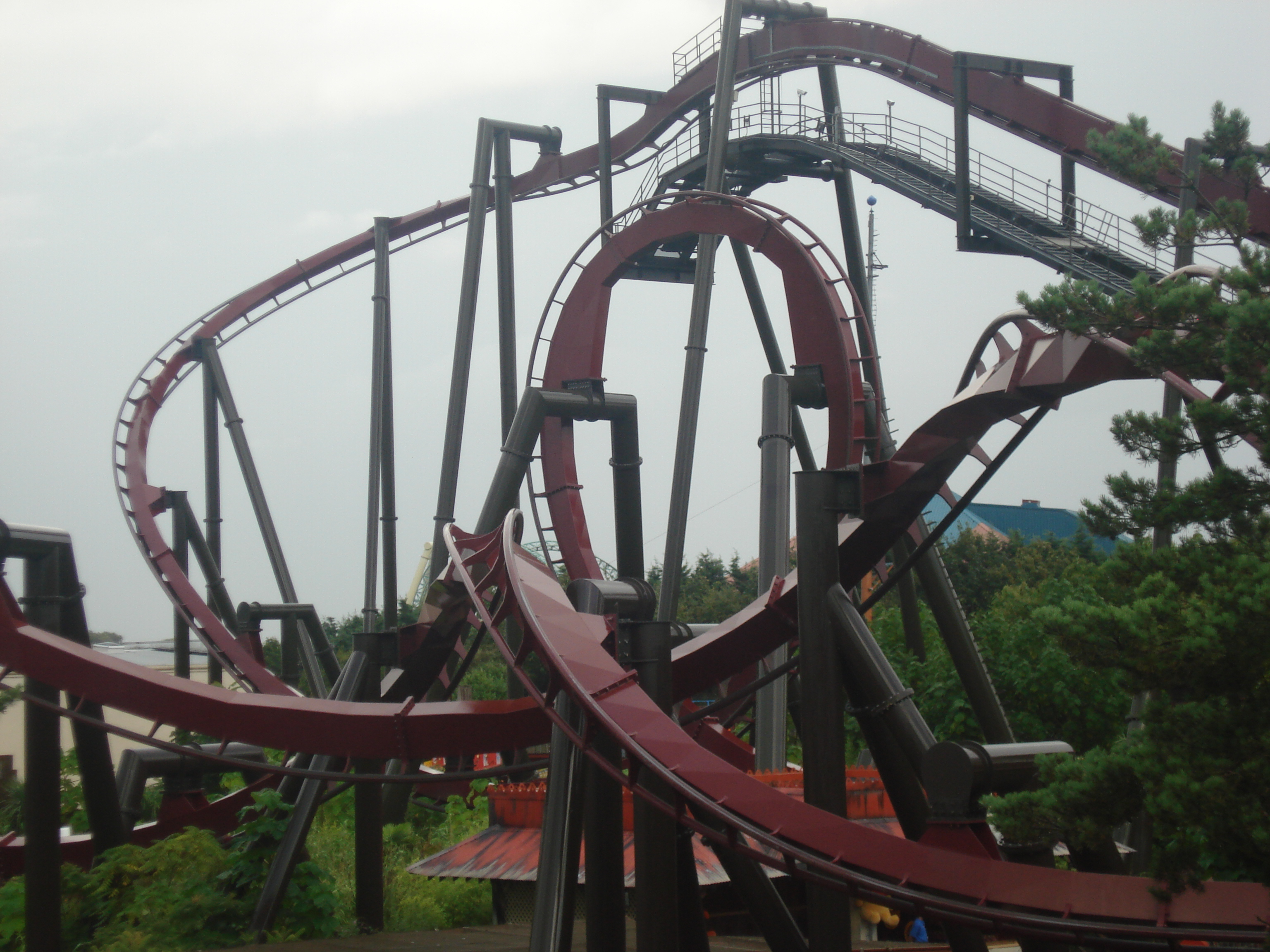
Nemesis Inferno
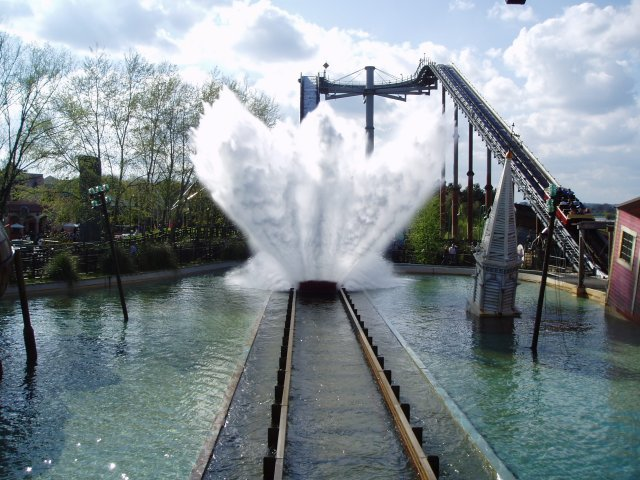
Tidal Wave
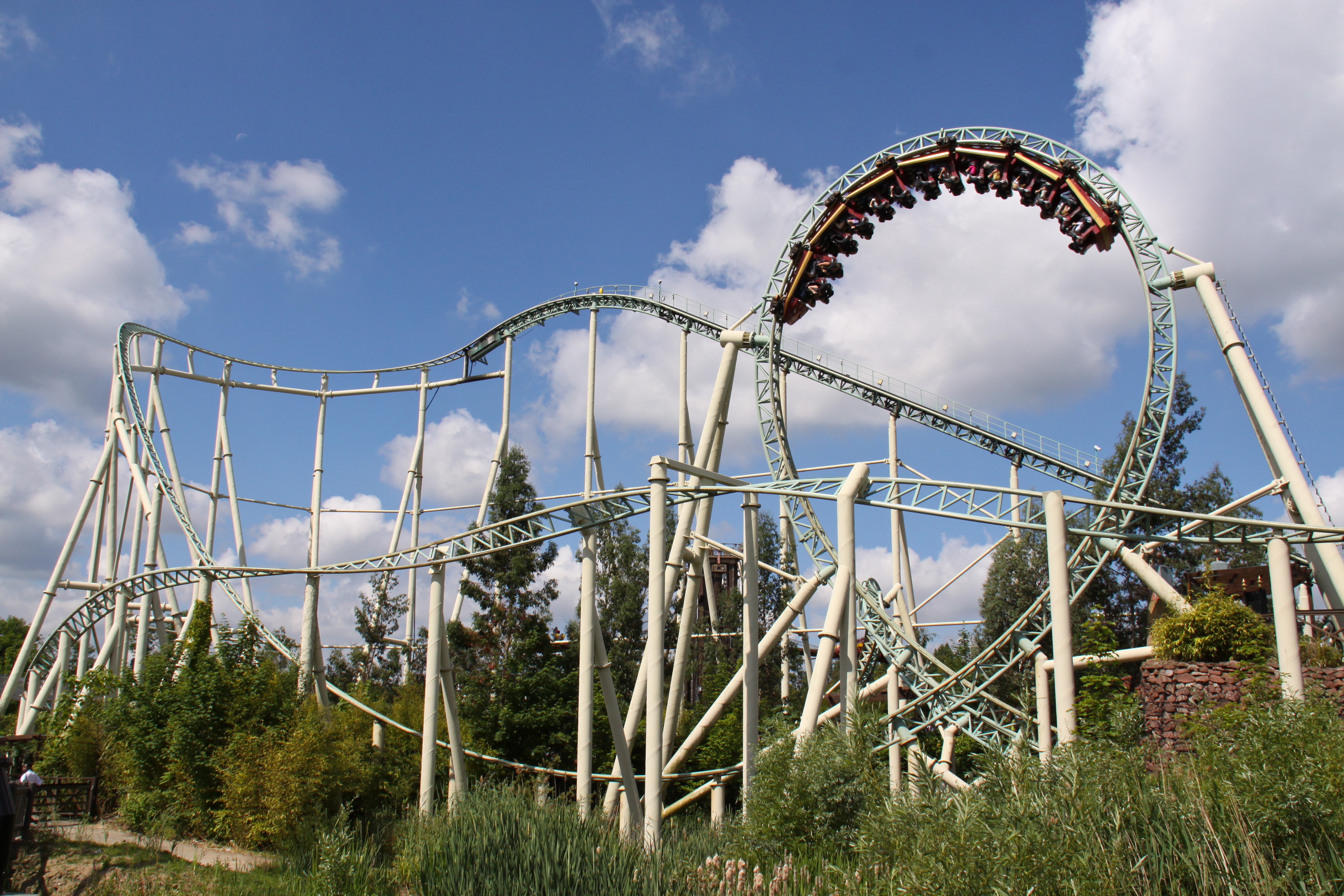
Colossus
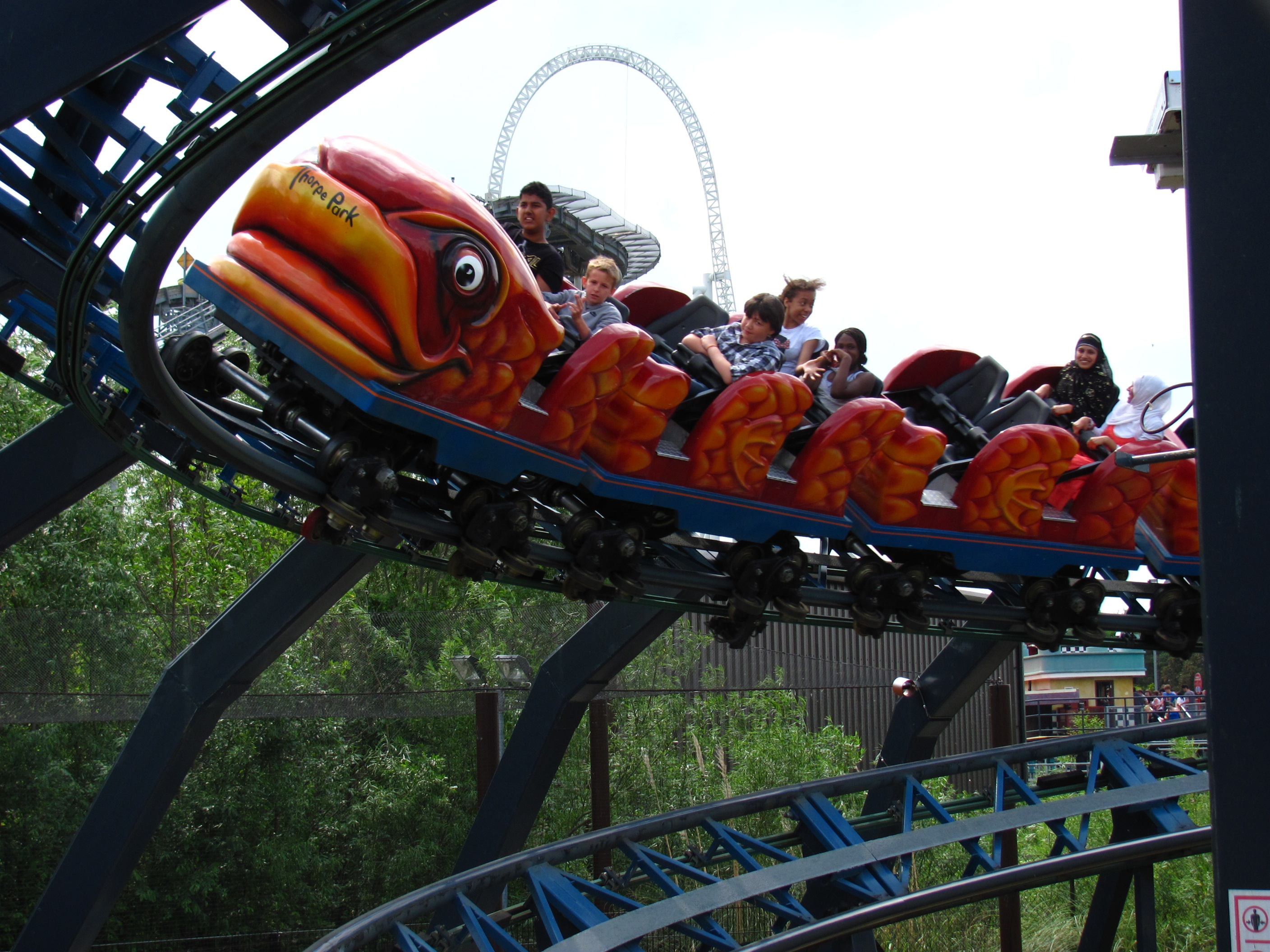
Flying Fish
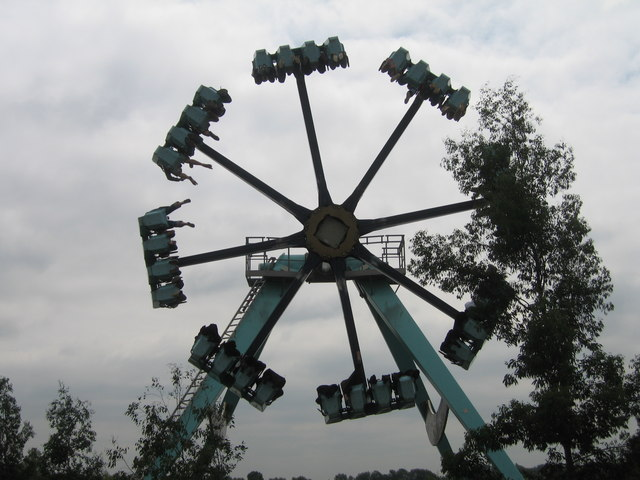
Vortex
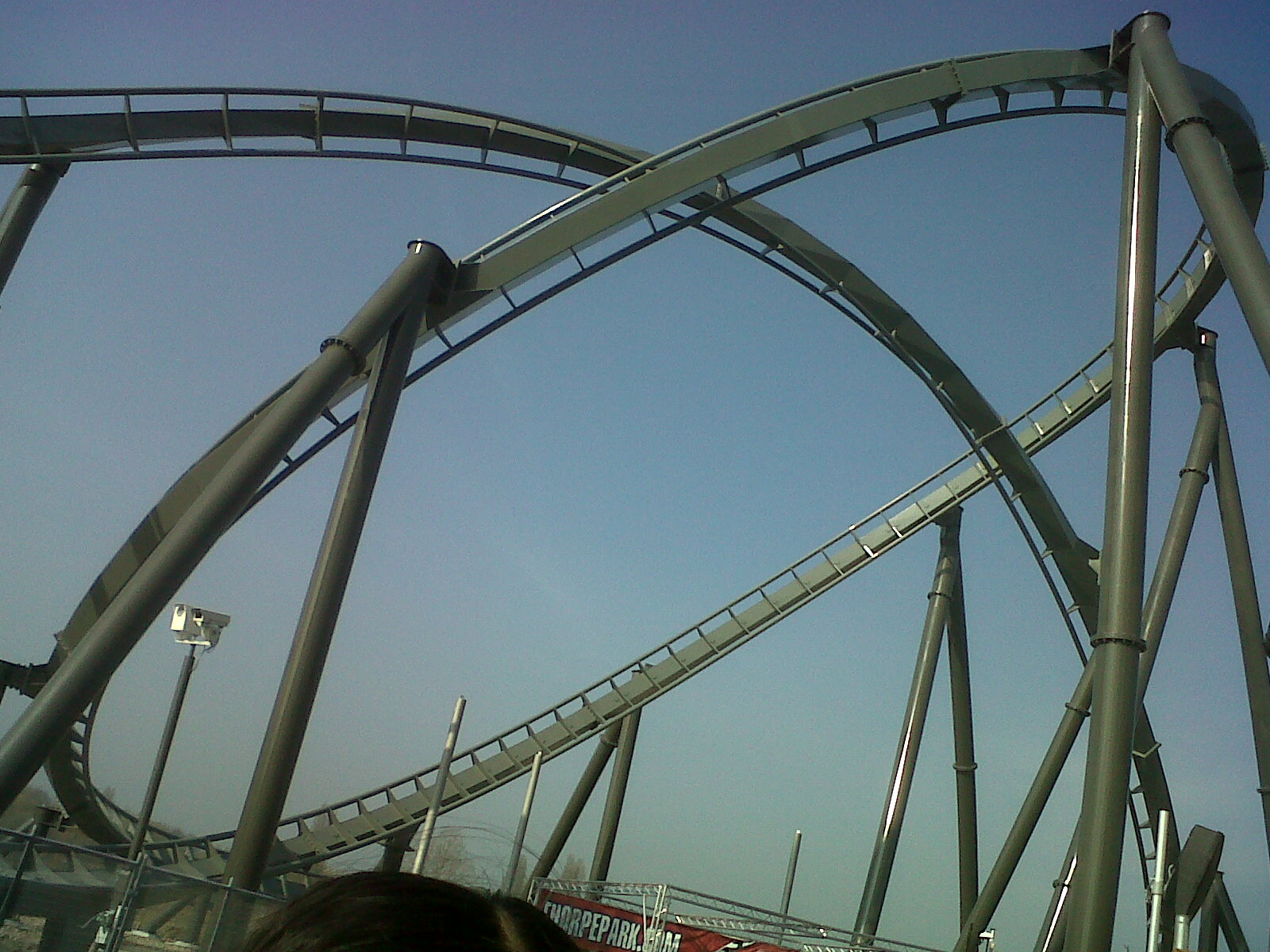
The Swarm